# Śniatowo
Śniatowo est une localité polonaise de la gmina mixte de Kamień Pomorski, située dans le powiat de Kamień en voïvodie de Poméranie-Occidentale. Elle se situe à environ 63 km au nord de la capitale régionale Szczecin.

## Géographie

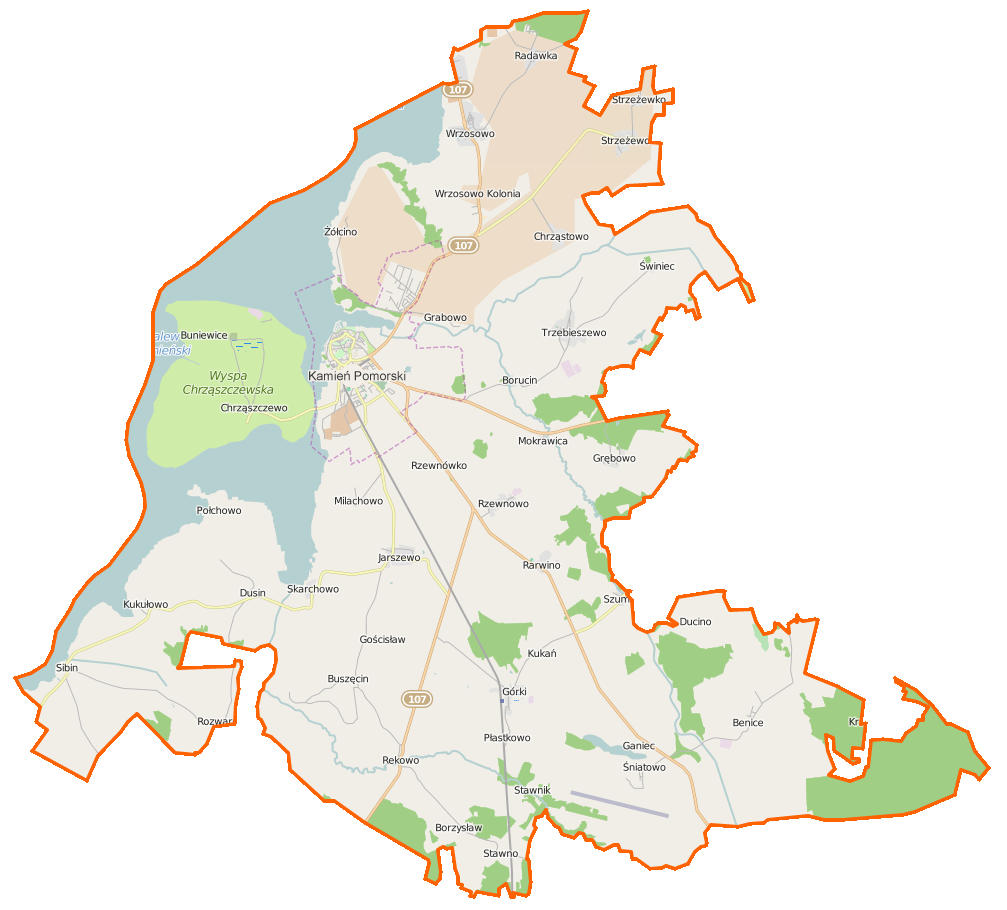
Carte de la gmina de Kamień Pomorski.

## Histoire
De 1818 à 1945, Schnatow fait partie de l'arrondissement de Cammin-en-Poméranie (de) dans le district de Stettin au sein de la province de Poméranie.